# Полиция безопасности (Эстония)
Поли́ция безопа́сности/ Охра́нная поли́ция (эст. Kaitsepolitsei), официально — Департа́мент поли́ции безопа́сности (эст. Kaitsepolitseiamet, сокращённо KAPO); сокр. КаПо — находящееся в подчинении Министерства внутренних дел Эстонской Республики ведомство, задачей которого является защита конституционного порядка, борьба с терроризмом и коррупцией, защита государственных секретов и контрразведка.

## История

### Создание
В августе 1919 года правительство Первой Эстонской Республики созвало комиссию для разработки законопроекта об организации, задачей которой была бы борьба с преступлениями против государства.
В январе 1920 года охранная полиция, которая первоначально должна была входить в состав министерства юстиции, была передана в подчинение министерства внутренних дел.
12 апреля 1920 года премьер-министр Яан Тыниссон и министр внутренних дел Александр Хеллат приняли устав Охранной полиции Эстонской Республики. Согласно ему задачей охранной полиции была борьба с преступлениями, направленными на свержение существующего государственного порядка и демократической республики. Главному управлению Охранной полиции, во главе которого стоял Начальник Охранной полиции, подчинялись 11 уездных отделений.

### Деятельность с 1920 по 1940 год
После восстания 1924 года задачей охранной полиции стало выявление конспиративной деятельности, направленной против действующего режима. Следили также за теми, кто мог представлять интерес для советской разведки, иностранными дипломатами и местными крупными деятелями. Организация состояла из 220 человек, из которых пятая часть находилась в Таллине.
- В 1924 году, когда полицейские ведомства объединили в целях укрепления правоохранительной системы, охранную полицию сделали отделом в подчинении главного управления полиции.
- С 1925 года КаПо носила название «политическая полиция» (эст. Poliitiline Politsei; сокращённо ПолПол). Её комиссары подчинялись Главному управлению полиции, а также бывшему в его подчинении аппарату инспектора политической полиции[4].
- В 1934 году «политическая полиция» участвовала в государственном перевоте на стороне Константина Пятса[5]

Помимо коммунистов, в интерес охранной полиции входили также крайне правые организации немецкой национал-социалистической ориентации и русские крайне-монархические организации. 

### После присоединения к СССР
В 1940 году, после присоединения Эстонии к Союзу ССР, политическая полиция была ликвидирована. В первые дни Советской власти были арестованы директор Полицейской службы Йохан Сооман и другие руководители, в том числе заместитель директора Полицейской службы, инспектор политической полиции, комиссар Таллиннского участка. Как и начальники литовской и латвийской охранной полиции, они были заключены в тюрьму в Москве или убиты на месте, а точная судьба некоторых из них до сих пор неизвестна. Та же политика уничтожения была применена к рядовым членам политической полиции: последние оставшиеся работники были арестованы и отправлены в ГУЛАГ во время июньских депортаций 1941 года. Таким образом, еще до окончания Второй мировой войны погибло около 90% бывшей охранной полиции. Их семьи подверглись аналогичным репрессиям.

### Деятельность с 1991 года

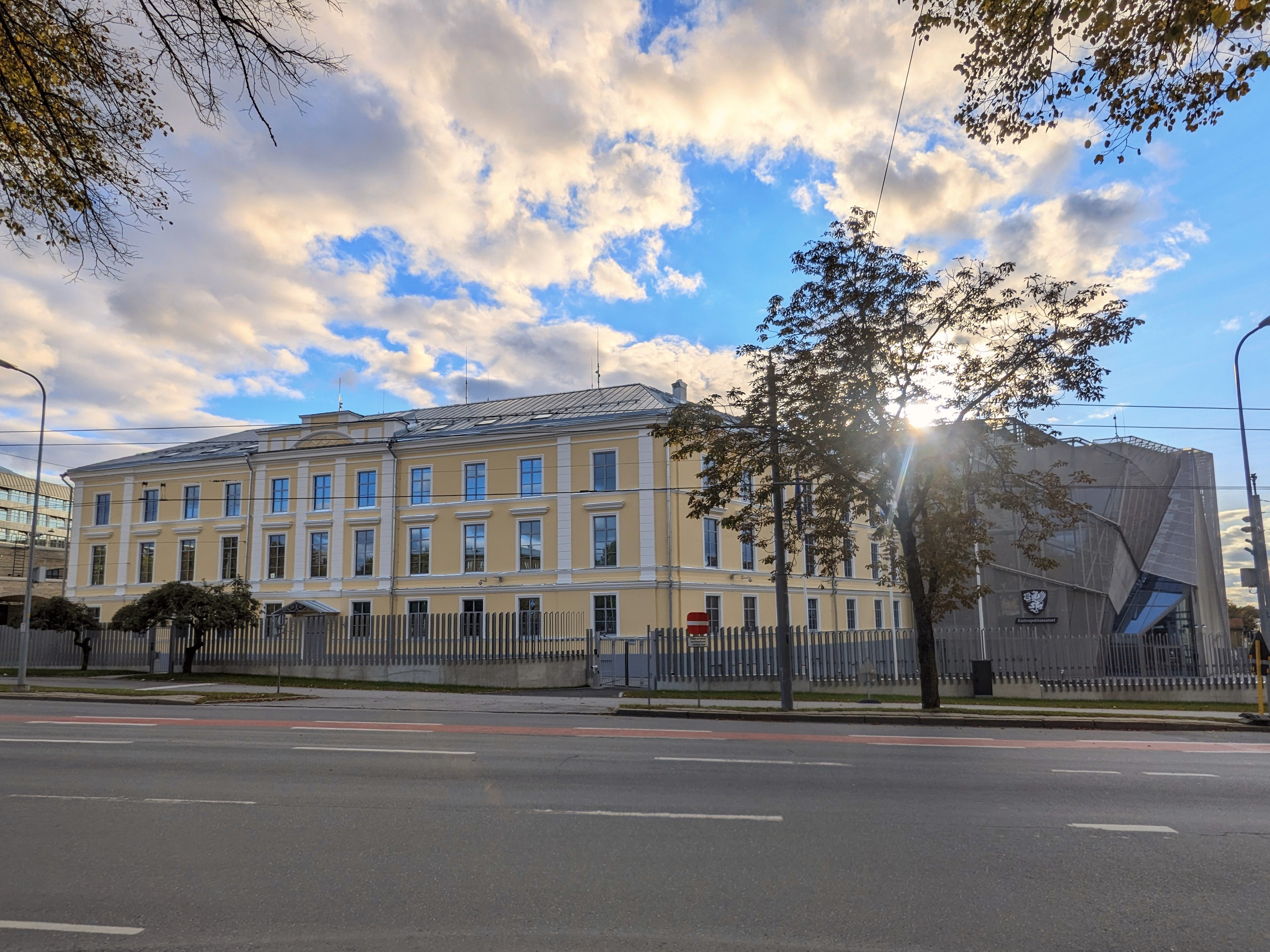
Главный офис КаПо в Таллине в 2024 году

КаПо была воссоздана в статусе отдела эстонской полиции 1 марта 1991 года (до выхода Эстонии из состава СССР). В качестве самостоятельного ведомства полиция безопасности начала свою работу 18 июня 1993 года. Начиная с 1 марта 2001 года, в соответствии с принятым Законом о службах безопасности, КаПо стала не полицейской, а государственной службой безопасности (спецслужбой).
В 2007 году, во время беспорядков связанных с переносом «Бронзового солдата», в здании КаПо были выбиты окна и повреждены камеры наблюдения, протестующие пытались проникнуть внутрь.
В 2023 году было завершено строительство нового здания полиции безопасности .

## Современность

### Задачи
- сбор и обработка информации для предупреждения и пресечения действий, направленных на насильственное изменение конституционного строя и территориальной целостности Эстонии;
- сбор и обработка информации для предупреждения и пресечения разведывательной деятельности, направленной против государства;
- сбор и обработка информации для предупреждения и борьбы с терроризмом (включая его финансирование и поддержку);
- защита государственных секретов и секретных сведений иностранных государств, проведение проверок безопасности;
- нераспространение оружия массового поражения, ведение дел о правонарушениях, связанных со взрывчатыми веществами;
- борьба с коррупцией;
- ведение производства по другим правонарушениям[7].

### Руководство
- май 1920—октябрь 1920 Начальник главного управления КаПо капитан Хельмут Веэм
- октябрь 1920—февраль 1921 Исполняющий обязанности начальника главного управления КаПо Андрес Пурри
- февраль 1921—август 1921 Начальник главного управления КаПо Эдуард Алвер
- август 1921—октябрь 1921  Исполняющий обязанности начальника главного управления КаПо Андрес Пури
- октябрь 1921—январь 1923 Начальник главного управления КаПо Эдуард Андреас Ленсин
- январь 1923—июль 1924 Начальник главного управления КаПо Йохан Сооман
- июль 1924—декабрь 1924 Начальник отдела полиции безопасности КаПо Аугуст Тенсон
- 1924—1938 Начальник политической полиции главного управления КаПо Йохан Сооман
- 1938—1940 Начальник политической полиции, помощник начальника Службы полиции Константин Кирсимяги[8]
- 1991—1993 Директор КаПо Службы эстонской полиции Юри Пихл
- 1993—2003 Главный директор Юри Пихл
- 2003—2008 Главный директор Альдис Алус
- 2008—2013 Главный директор Райво Аэг
- 2013—2023 Главный директор Арнольд Синисалу
- 2023 — н. в.  Главный директор Марго Паллосон[9]

### Структура
Полиция безопасности имеет одно центральное отделение (г. Таллин вместе с Харьюмаа)
и 3 региональных:
- Южное (г. Тарту)
- Западное (г. Пярну)
- Вирумаа (г. Йыхви)

### Деятельность
Обзор работы КаПО публикуется ежегодно до 12 апреля(в этот же день служба отмечает свой профессиональный праздник).

### Символика

#### Герб
Герб КаПо в общих чертах повторяет герб полиции Эстонии и имеет форму треугольного остроконечного щита. В центре герба грифон, который держит в лапах национальный герб Эстонии. Грифон изображен в профиль и повернут налево, что символизирует развитие и движение вперед. Цвета герба — черный, золотой (желтый), синий и красный.

#### Флаг
Флаг КаПо был принят 20 сентября 2000 года тогдашним министром внутренних дел Тармо Лоодусом. На голубом фоне флага изображен грифон, который держит в лапах малый национальный герб.  Над грифоном изображен девиз Virtute et Constantia (с лат. добродетелью и постоянством). Под грифоном указан год возрождения ведомства 1993.

### Критика
Федеральная служба безопасности России утверждает, что Охранная полиция вербует агентов для разведывательной деятельности на территории Российской Федерации.
По мнению эстонского профессора и политолога Рейна Руутсоо, КаПо представляет собой репрессивный орган, занимающийся не обеспечением государственной безопасности, а политической деятельностью, главным содержанием которой является подавление партий левого крыла политического спектра и политических организаций русского населения, а также любых проявлений гражданского общества.
По оценке российского политолога Максима Григорьева, которую он дал в 2006 году, «преследованиям со стороны полиции безопасности в первую очередь подвергаются политические организации, отстаивающие права русских», «чиновники, работающие с организациями, отстаивающими права русского населения, подвергаются прямому давлению со стороны полиции безопасности Эстонии, против них фабрикуются уголовные дела и компрометирующие публикации», КаПо «активно ведет контрпропагандистскую деятельность и осуществляет идеологический контроль, нейтрализуя невыгодные для политического режима темы».
По словам председателя комиссии Рийгикогу по надзору за органами безопасности Яануса Рахумяги, ему известны случаи, когда в результате в вольного толкования законодательства КаПо нарушались конституционные права граждан. Предприниматель Тоомас Аннус высказал о работе этой организации следующее мнение: «Избегайте конфликтов с чиновниками КаПо и их родственниками. Избегайте противостояний с политиками, в какой-то момент они вам отомстят своими методами, о которых вы не знаете».
В январе 2023 года полиция безопасности задержала профессора политологии Тартуского университета Вячеслава Морозова по подозрению в шпионаже, что по мнению петербургского историка Ивана Курилла является преследованием на основании гражданства. В июне 2023 года суд признал Морозова виновным в действиях в интересах и по поручению иностранной разведывательной службы против Эстонской Республики (ч. 1 ст. 234-2 УК) и приговорил его к шести годам и трём месяцам лишения свободы. Генеральный директор КаПо Марго Паллосон заявил, что Вячеслав Морозов был завербован Россией еще в начале 1990-х, когда учился в Санкт-Петербургском государственном университете и проходил подготовку на военной кафедре.